# Sunny Afternoon
Sunny Afternoon är en poplåt lanserad av The Kinks i juni år 1966. Låten är skriven av Ray Davies och blev en av gruppens största singelhits i Europa. I Europa släpptes singeln på Pye Records och i Nordamerika på Reprise Records. Den togs även med på albumet Face to Face. Låten är textmässigt tydligt samhällskommenterande och parodisk, vilket även deras föregående singlar "A Well Respected Man" och "Dedicated Follower of Fashion" varit. Ämnen som tas upp i texten är bland annat högt skattetryck och ett kraschat flickvänsförhållande. Musikmässigt är den lik music hall-musik med bland annat ett klinkande piano i förgrunden, vilket Nicky Hopkins stod för. Det blev The Kinks tredje och sista singeletta i Storbritannien.

## Listplaceringar
| Lista (1966)   | Position               |
| -------------- | ---------------------- |
| Finland        | 7                      |
| Flandern       | 14                     |
| Frankrike      | 11                     |
| Irland         | 1                      |
| Kanada         | 1 (RPM)                |
| Nederländerna  | 1                      |
| Norge          | 1 (VG-lista)           |
| Nya Zeeland    | 2 (NZ Listner)         |
| Storbritannien | 1                      |
| Sverige        | 2 (Kvällstoppen)       |
| Sverige        | 2 (Tio i topp)         |
| USA            | 14 (Billboard Hot 100) |
| Vallonien      | 11                     |
| Västtyskland   | 7                      |
| Österrike      | 5                      |